# 瑞雅
瑞雅（1990年11月5日—），汉族人，1990年11月5日出生于新疆乌鲁木齐,是一个演员兼珠宝鉴定师，毕业于泰国易三仓大学。现任泰国泰凤凰文化娱乐集团执行董事。2016年拍摄了中泰第一部合拍泰国院线电影《Let’s Go Bangkok Holiday》中国网络电影《爱尚泰国》